# Шульц, Карл Фридрих
Карл Фридрих Шульц (нем. Karl Friedrich Schulz; 3 ноября 1796, Зельхов, ныне в составе города Шторков — 2 марта 1866, Нойруппин) — немецкий художник, пейзажист и жанрист.

## Биография
Учился в Берлинской академии художеств. В 1815 г. добровольцем принял участие в Наполеоновских войнах, затем некоторое время жил в Нидерландах, где писал морские этюды и копировал работы Яна ван Эйка, путешествовал также в Англию. Позднее работал в Кёльне, а в 1830 г. обосновался в Берлине, где в 1841 г. ненадолго занял место профессора в Академии. В 1841 г. изучал в Мюнхене живопись на стекле. В 1847 г. некоторое время провёл в Санкт-Петербурге, где писал преимущественно сцены солдатской жизни. В 1848 году на фоне революционных событий удалился на покой в Нойруппин, где, однако, продолжил работу над солдатской темой по русским материалам.
Наиболее удачной и популярной частью творческой продукции Шульца считались охотничьи сцены, отчего он даже получил прозвище «Охотничий Шульц» (нем. Jagd-Schulz).
В то же время среди работ Шульца, которые относила к наиболее удачным Энциклопедия Брокгауза и Ефрона, морские пейзажи «Буря у Кале» и «Немецкое море у Куксхафена» (оба 1831), а на исходе 1830-х гг. Шульц много работал, вместе с Адольфом Менцелем, над военными сценами из времён Фридриха II.

## Галерея

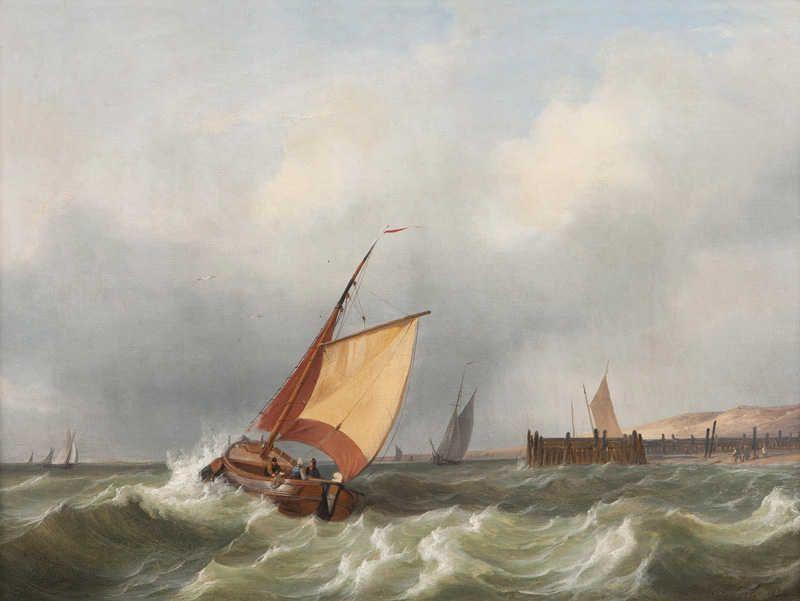
Рыбацкие лодки. 1835
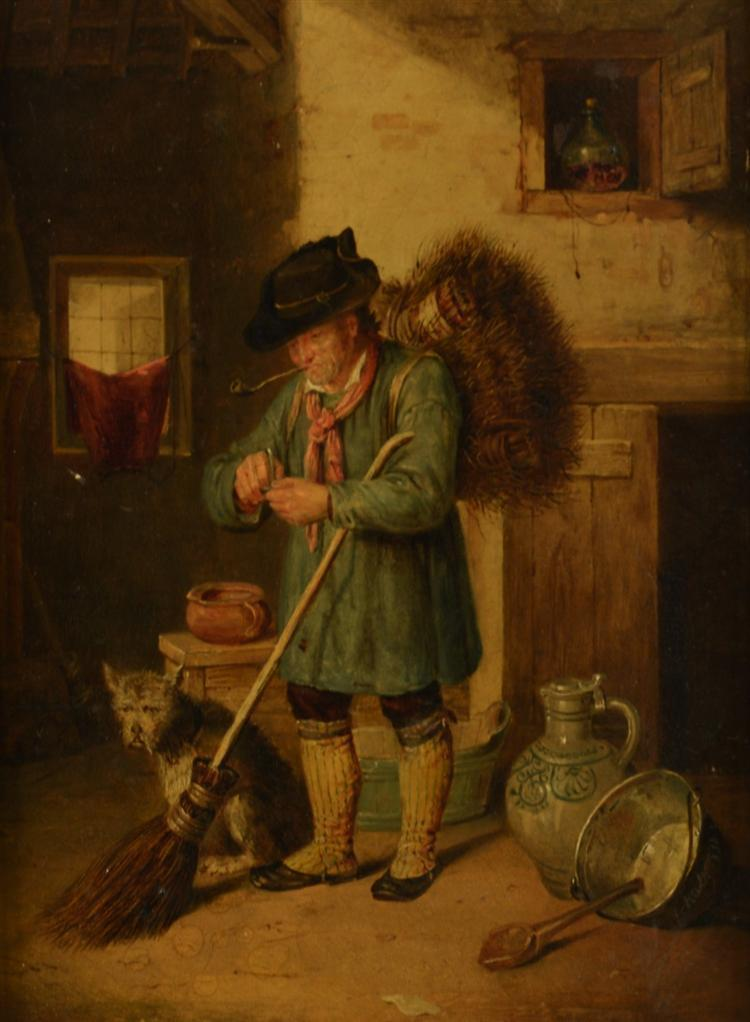
Разжигание трубки. 1838
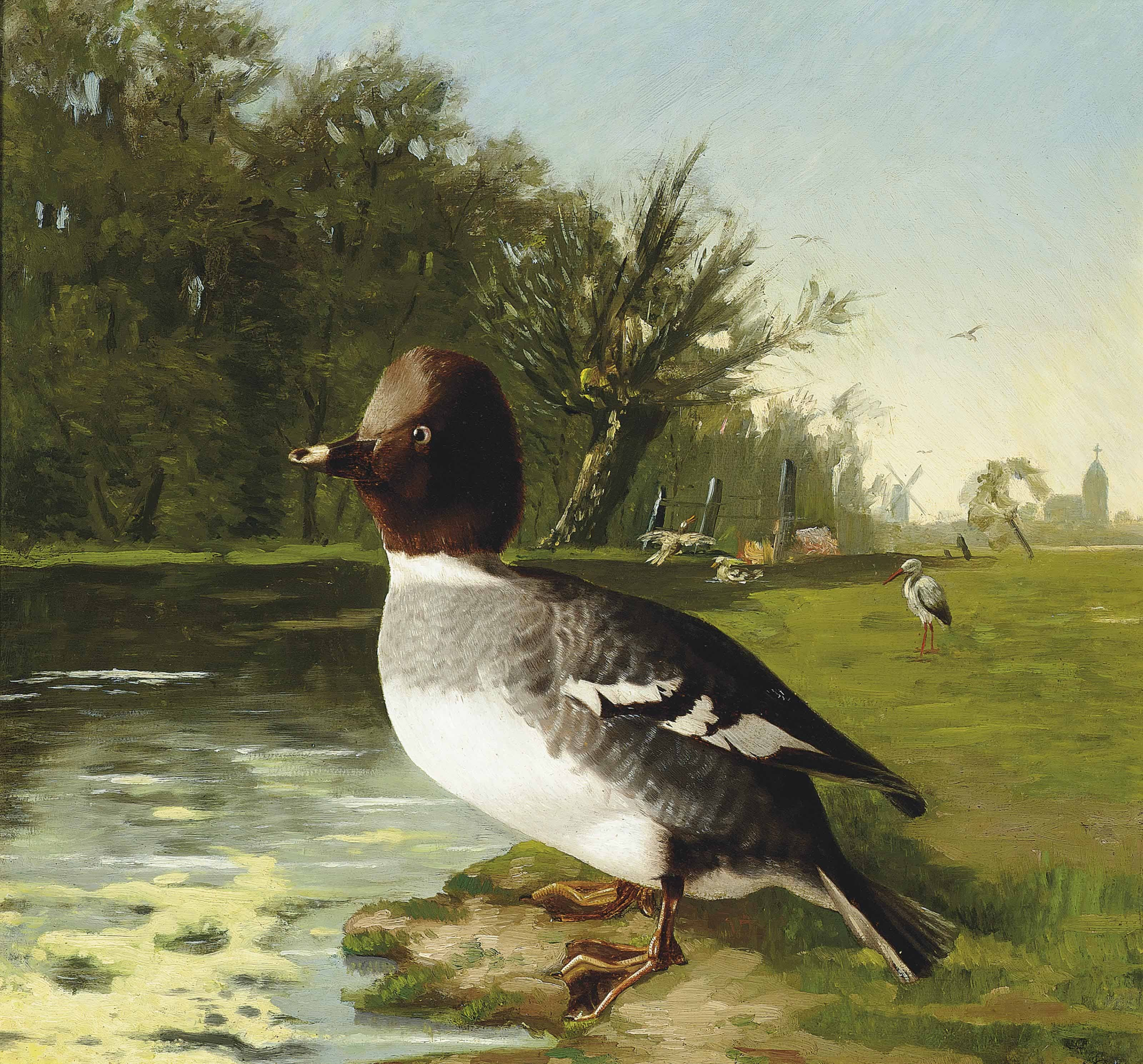
Дикая утка. 1860